# Hällestads församling, Linköpings stift
Hällestads församling var en församling i Linköpings stift och i Finspångs kommun. Församlingen uppgick 2013 i Finspångs församling.
Församlingskyrka var Hällestads kyrka.

## Administrativ historik
Församlingen har medeltida ursprung. 
Församlingen utgjorde till 2013 ett eget pastorat. Församlingen uppgick 2013 i Finspångs församling.

## Kyrkoherdar
| Ämbetstid | Namn                  | Levnadstid | Övrigt                                |
| --------- | --------------------- | ---------- | ------------------------------------- |
| 1322      | Joannes Thorstani     |            | Curatus.                              |
| 1331      | Ericus                |            | Curatus.                              |
| 1348      | Gunnar Rawalson       |            |                                       |
| 1373–1374 | Ernestus Clavidi      | –1374      |                                       |
| 1382      | Larins Karsson        |            |                                       |
| 1417      | Ericus Beronis        |            | Curatus.                              |
| 1418      | Jonissa               |            |                                       |
| 1440      | Laurentz              |            |                                       |
| 1457      | Paulus Laurentii      |            | Curatus.                              |
| 1470      | Henricus Birgeri      |            |                                       |
| 1499–1505 | Laurentius Simonis    |            | Curatus.                              |
| 1518      | Ericus Laurentii      |            |                                       |
| 1531–1533 | Marcus Petri          |            |                                       |
| 1534      | Amundus Halvardi      |            |                                       |
| 1552–1556 | Anders                |            |                                       |
| 1562      | Torstanus Erici       |            |                                       |
| 1575–1604 | Arvidus Erici         | –1604      | Kyrkoherde och kontraktsprost.        |
| 1606–1623 | Ericus Johannis       | –1623      |                                       |
| 1625–1634 | Matthias Hendrici     | 1587–1634  |                                       |
| 1636–1648 | Botvidus Risingius    | 1608–1648  | Kyrkoherde och kontraktsprost.        |
| 1650–1669 | Israel Rydelius       | 1609–1669  |                                       |
| 1672–1699 | Johannes Wallerius    | 1641–1699  | Kyrkoherde och kontraktsprost.        |
| 1700–1708 | Gudmundus Amnelius    | 1659–1708  |                                       |
| 1710–1720 | Johannes Wallerius    | 1673–1720  |                                       |
| 1721–1734 | Magnus Walbom         | 1672–1734  |                                       |
| 1735–1744 | Daniel Wong           | 1689–1744  | Kyrkoherde och kontraktsprost.        |
| 1745–1767 | Magnus Edstrand       | 1696–1767  |                                       |
| 1768–1798 | Carl Laurbeck         | 1718–1798  | Kyrkoherde och kontraktsprost.        |
| 1799–1807 | Per Kernell           | 1763–1807  |                                       |
| 1808–1840 | Erik Gustaf Brydolf   | 1773–1840  |                                       |
| 1843–1888 | Per Jakob Emanuelsson | 1802–1888  |                                       |
| 1888–1918 | Anders Nyström        | 1836–1918  | Kyrkoherde och kontraktsprost.        |
| 1918–1924 | Erik Meurling         | 1879–1961  |                                       |
| 1924–1937 | Gillis Neiglick       | 1865–1937  |                                       |
| 1937–1959 | Gustaf Törnvall       | 1900–1977  | Senare kyrkoherde i Eksjö församling. |
| 1959–1978 | Eric Lindqvist        | 1915–1996  | [ 6 ]                                 |
| 1980–1984 | Bengt Ahlquist        | 1927–      | [ 7 ]                                 |

### Komministrar
| Ämbetstid | Namn                          | Levnadstid | Övrigt                                    |
| --------- | ----------------------------- | ---------- | ----------------------------------------- |
| 1593      | Petrus                        |            |                                           |
| 1631–1638 | Magnus Knoop                  | Död 1655   | Senare kyrkoherde i Örberga församling.   |
| 1638–1639 | Petrus Gudmundi               | –1672      | Senare kyrkoherde i Klockrike församling. |
| 1640–1652 | Nicolaus Gothzelius           | 1613–1682  | Senare kyrkoherde i Skeppsås församling.  |
| 1652-1668 | Thorerus Frostonis            | 1622-1682  | Senare kyrkoherde i Tjällmo församling.   |
| 1668-1680 | Petrus Caroli Slacovius       | -1680      |                                           |
| 1681-1711 | Samuel Sandelius              | -1711      |                                           |
| 1713–1718 | Magnus Öring                  | 1682–1721  | Senare kyrkoherde i Fornåsa församling.   |
| 1718–1738 | Johan Redelius                | 1690–1757  | Senare kyrkoherde i Skeppsås församling.  |
| 1739–1761 | Botvid Gladhem                | 1701–1774  | Senare kyrkoherde i Vånga församling.     |
| 1763-1792 | Hans Toll                     | 1716-1792  |                                           |
| 1793-1813 | Anders Köhler                 | 1747-1813  |                                           |
| 1815-1828 | Magnus Juringius              | 1769-1848  | Senare komminister i Borgs församling.    |
| 1830-1861 | Carl Henrik Westerdahl        | 1791-1861  |                                           |
| 1862      | Karl Johan Baptist Dahlberger |            | Senare kyrkoherde i Virserums församling. |
| 1870–1891 | Anders Lorenz Nyström         | 1836-1918  | Senare kyrkoherde i församlingen.         |
| 1889-     | Johan Alfred Lindquist        | 1855-      |                                           |
| 1933–     | Otto Nothcksberger            | 1905–      | [ 5 ]                                     |

### Huspredikanter
Lista över huspredikanter vid Sonstorps herrgård.
| Ämbetstid | Namn                    | Levnadstid | Övrigt                                      |
| --------- | ----------------------- | ---------- | ------------------------------------------- |
| 1735–1737 | Olof Haurelius          | 1704–1774  | Senare kyrkoherde i Kimstads församling.    |
| 1763      | Sven Meurnander         |            | Senare rektor i Vadstena.                   |
| 1766      | Carl ISberg             |            | Senare komminister i Älvestads församling.  |
| 1794-1795 | Johan Wilhelm Carlström | 1768-1795  |                                             |
| 1826      | Eric Johan Engelholm    |            | Senare komminister i Västra Eds församling. |